# Abborrtjärnen (Sorsele socken, Lappland, 730068-154686)
Abborrtjärnen är en sjö i Sorsele kommun i Lappland och ingår i Umeälvens huvudavrinningsområde.